# Piotr Đa
Piotr Đa (wiet. Phêrô Đa) (ur. ok. 1802 r. w Ngọc Cục, prowincja Nam Định w Wietnamie – zm. 17 czerwca 1862 r. w Nam Định w Wietnamie) – katechista, męczennik, święty Kościoła katolickiego.
Piotr Đa urodził się ok. 1802 r. w Ngọc Cục w prowincji Nam Định. Jego ojciec był katolikiem, natomiast matka nie była chrześcijanką. Piotr Đa został ochrzczony już jako dziecko. Był żonaty. Pełnił funkcję katechisty. Został uwięziony podczas prześladowań, gdy miał już ok. 60 lat. W więzieniu spędził około roku, poddawano go torturom. Został stracony 17 czerwca 1862 r.
Dzień wspomnienia: 24 listopada w grupie 117 męczenników wietnamskich.
Beatyfikowany 29 kwietnia 1951 r. przez Piusa XII. Kanonizowany przez Jana Pawła II 19 czerwca 1988 r. w grupie 117 męczenników wietnamskich.